# Laishui
Laishui är ett härad som lyder under Baoding i Hebeiprovinsen i norra Kina.